# فرضية الاضطراب المتوسط
تشير فرضية الاضطراب المتوسط (آي دي إتش) إلى أن تنوع الأنواع المحلية يجري تعظيمه عندما لا يكون الاضطراب البيئي نادرًا جدًا أو متكررًا جدًا. تُصبح جميع الأنواع معرضة لخطر الانقراض عند حدوث مستويات عالية من الاضطراب، ناتجة عن حرائق الغابات المتكررة أو الآثار البشرية مثل إزالة الغابات. وفقًا لنظرية (آي دي إتش)، يجري زيادة التنوع إلى أقصى حد ممكن عند المستويات المتوسطة من الاضطراب لأن الأنواع التي تزدهر في المراحل المتعاقبة المبكرة والمتأخرة يمكن أن تتعايش. (آي دي إتش) هو نموذج لا توافقي يُستخدم لوصف العلاقة بين الاضطراب وتنوع الأنواع. تقوم (آي دي إتش) على المبادئ التالية: أولاً، الاضطرابات البيئية لها تأثيرات كبيرة على ثراء الأنواع داخل منطقة الاضطراب. ثانيًا، تنتج المنافسة بين الأنواع من نوع واحد يدفع منافسًا للانقراض ويصبح مهيمناً في النظام البيئي. ثالثًا، تمنع الاضطرابات المعتدلة في النطاق البيئي التنافس بين الأنواع.
تعمل الاضطرابات على تعطيل النظم البيئية المستقرة وتطهير موائل الأنواع. ونتيجة لذلك، تؤدي الاضطرابات إلى حركة الأنواع في المنطقة التي جرى تطهيرها حديثًا. بمجرد تطهير المنطقة، يزداد ثراء الأنواع ويحدث التنافس مرة أخرى. بمجرد إزالة الاضطراب، ينخفض ثراء الأنواع مع زيادة الإقصاء التنافسي. يشرح «قانون غاوس»، المعروف أيضًا باسم الإقصاء التنافسي، كيفية عدم تعايش الأنواع التي تتنافس على نفس الموارد في نفس المكان. يعالج كل نوع التغيير الناتج عن الاضطراب بشكل مختلف؛ لذلك، يمكن وصف (آي دي إتش) بأنها «واسعة في الوصف وغنية بالتفاصيل». يمكن تقسيم نموذج (آي دي إتش) الواسع إلى أقسام أصغر تتضمن المقاييس المكانية داخل التصحيح، والمقاييس المكانية بين التصحيح، والنماذج الزمنية البحتة. يولد كل قسم فرعي ضمن هذه النظرية تفسيرات مماثلة للتعايش بين الأنواع مع اضطراب الموائل. اقترح جوزيف إتش. كونيل أن الاضطراب المنخفض نسبيًا يؤدي إلى انخفاض التنوع ويسبب الاضطراب العالي زيادة في حركة الأنواع. تؤدي هذه العلاقات المقترحة إلى الفرضية القائلة بأن مستويات الاضطراب المتوسطة ستكون الكمية المثلى من الاضطراب داخل النظام البيئي. بمجرد أن تعيش الأنواع المختارة والمنتقاة في نفس المنطقة، يمكن أن يصل ثراء الأنواع إلى الحد الأقصى. والفرق الرئيسي بين كلا النوعين هو نموها ومعدل التكاثر. تنسب هذه الخصائص إلى الأنواع التي تزدهر في الموائل ذات الكميات الأعلى والأقل من الاضطراب. تظهر الأنواع المختارة كيه بشكل عام سمات أكثر تنافسية. إن استثمارهم الأساسي للموارد موجه نحو النمو، ما يجعلهم يسيطرون على النظم البيئية المستقرة على مدى فترة طويلة من الزمن؛ ومن الأمثلة على الأنواع المختارة كيه الفيلة الأفريقية، المعرضة للانقراض بسبب أجيالها الطويلة ومعدلات الإنجاب المنخفضة. على النقيض من ذلك، تستعمر الأنواع المختارة آر المناطق المفتوحة بسرعة ويمكن أن تهيمن على المناظر الطبيعية التي جرى تطهيرها مؤخرًا نتيجة الاضطرابات. الطحالب هي أمثلة مثالية على المجموعات التي جرى اختيارها. استنادًا إلى الخصائص المتناقضة لكلا هذين المثالين، تسمح مناطق الاضطراب العرضي لكلا النوعين آر وكيه بالاستفادة من الإقامة في نفس المنطقة. وبالتالي فإن التأثير البيئي على علاقات الأنواع مدعوم بفرضية الاضطراب المتوسط.